# San Antonio Molinos
San Antonio Molinos es una localidad del estado mexicano de Michoacán. Es parte del municipio de Epitacio Huerta.

## Toponimia
El nombre «San Antonio» hace referencia al santo patrono de la localidad: Antonio de Padua.

## Demografía
| Gráfica de evolución demográfica |
|                                  |

| Censo | Población |
| ----- | --------- |
| 1940  | 625       |
| 1950  | 732       |
| 1960  | 581       |
| 1970  | 672       |
| 1980  | 621       |
| 1990  | 870       |
| 2000  | 929       |
| 2010  | 1023      |
| 2020  | 1075      |